# Cladoselache
Cladoselache (лат.) — род вымерших хрящевых рыб из семейства кладоселяховых. Жили в  девонском периоде. 
Cladoselache — один из наиболее ранних родов хрящевых рыб, который известен биологам. Хорошо сохранившиеся останки были найдены в сланцах формации Cleveland Shale, возраст находки около 350 млн лет.

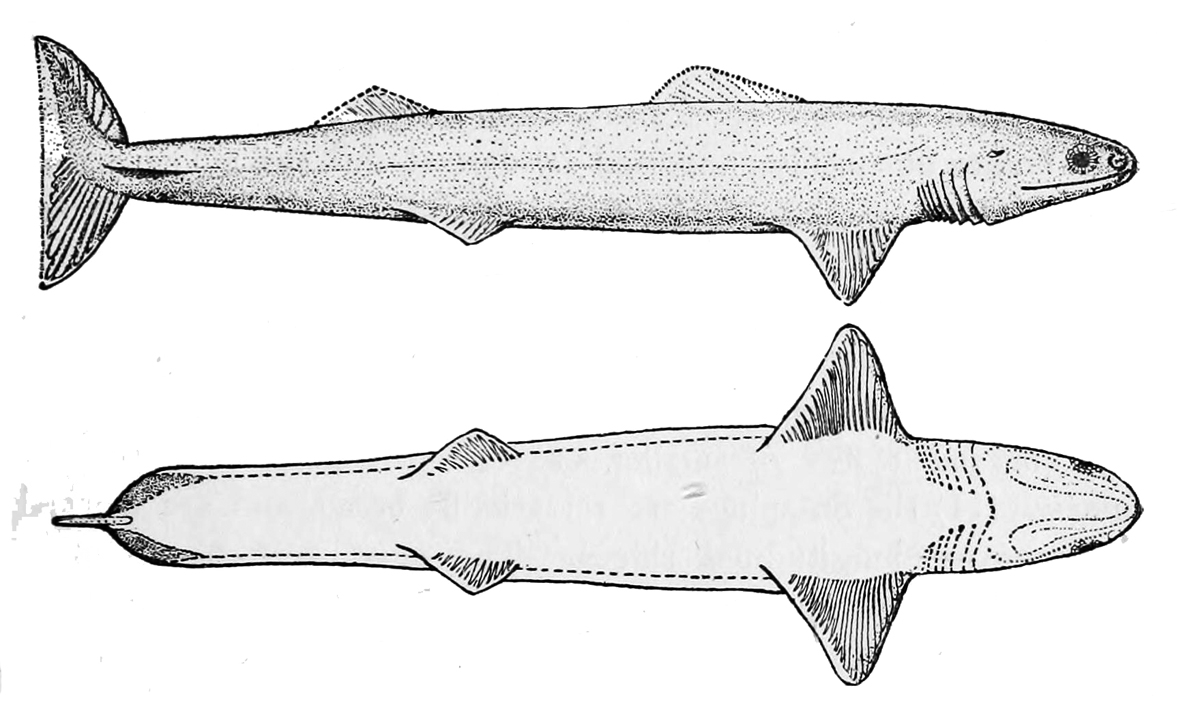
Cladoselache fyleri

## Описание
Примитивные рыбы, похожие на акул, до 1,8 м в длину, обитали в морях Северной Америки.
Имели глубоко раздвоенный хвост, похожий на хвост сельдевых акул: он был почти гомоцеркальный (с одинаковыми лопастями) и имел продольные кили на стебле. Такая форма хвоста характерна для быстрых рыб.
Обтекаемое тело, короткие округлые морды, количество жаберных щелей от пяти до семи. Нижняя челюсть была развита слабее в сравнении с современными акулами, однако это компенсировалось большей силой челюстных мышц. Зубы с гладкими краями. Скорее всего рыба хваталась за хвост и проглатывалась целиком.

## Классификация
Род Cladoselache
- † Cladoselache clarkii Claypole, 1893
- † Cladoselache elegans Traquair, 1881
- † Cladoselache fyleri Newberry, 1889
- † Cladoselache kepleri Dean, 1909
- † Cladoselache magnificus Toumey, 1858
- † Cladoselache mirabilis Agassiz, 1843
- † Cladoselache newmani
- † Cladoselache pattersoni Newberry, 1889

По данным сайта Fossilworks, в род входит единственный вид Cladoselache clarkii Claypole, 1893, обитавший в фаменском веке на территории современного штата Огайо (США).